# Back to Earth (Cat Stevens)
Back to Earth è il dodicesimo album del cantautore britannico Cat Stevens, pubblicato nel 1978.
È il suo ultimo album prima della conversione all'Islam e il conseguente ritiro dalle scene, durato 29 anni, al rientro dal quale il cantautore in tutte le produzioni inedite si farà chiamare: Yusuf Islam.

## Tracce
Testi e musiche di Cat Stevens eccetto dove indicato.
Lato A
1. Just Another Night – 4:37
2. Daytime – 3:54 (testo: Cat Stevens, Alun Davies)
3. Bad Brakes – 3:27 (Stevens, Davies)
4. Randy – 3:08
5. The Artist – 2:27

Lato B
1. Last Love Song – 3:27
2. Nascimento – 3:14
3. Father – 4:07
4. New York Times – 3:25
5. Never – 2:59

## Formazione
- Cat Stevens – voce, pianoforte, chitarra, basso (traccia: 3), sintetizzatore
- Brian Cole – pedal steel guitar (traccia: 1)
- Gerry Conway – batteria (tracce: 1, 7, 10)
- Alun Davies – chitarra acustica (traccia: 3)
- Eric Johnson – chitarra elettrica (traccia: 3)
- Steve Jordan – batteria (traccia: 9)
- Will Lee – basso (traccia: 9)
- Bruce Lynch – basso (tranne tracce: 3, 9)
- John Marson – arpa (traccia: 2)
- Dave Mattacks – batteria (tracce: 2, 4, 6, 8)
- Jean Roussel – arrangiamento archi (traccia: 9), tastiere
- Paul Samwell-Smith – cori (traccia 6)
- Graham Smith – armonica a bocca (traccia: 3)
- The McCrarys, Luther Vandross – cori (traccia: 9)
- Don Weller – sassofono (traccia: 7)
- Del Newman – arrangiamento archi (tracce 5, 6)
- Richard Niles – arrangiamento archi (traccia: 8)
- Derek Wadsworth – orchestrazione (tracce: 2, 4)